# Transversus thoracis
Transversus thoracis er en muskel der ligger inde under brystkassen, anteriort. Det er en tynd plade af muskulære og seneagtige fibre, placeret på den indre overflade på fronten af brystvæggen. Den er i samme lag som subcostalis og de inderste intercostalmuskler.